# Bundesstraße 278
Die Bundesstraße 278 (Abkürzung: B 278) ist eine deutsche Bundesstraße in der Rhön im Dreiländereck von Thüringen, Hessen und Bayern. Sie beginnt in Buttlar in Thüringen und führt durch das Tal der Ulster nach Hessen, anschließend durch das Rote Moor auf der Wasserscheide zwischen Weser und Rhein nach Bayern, wo sie in Bischofsheim in der Rhön endet. Sie dient überwiegend dem lokalen und touristischen Verkehr und weist durch ihre Lage abseits größerer Städte nur eine niedrige Verkehrsdichte auf. Bedingt durch ihre Lage an der ehemaligen innerdeutschen Grenze ist sie auf hessischer und bayerischer Seite mit mehreren Sprengschächten versehen.

## Verlauf

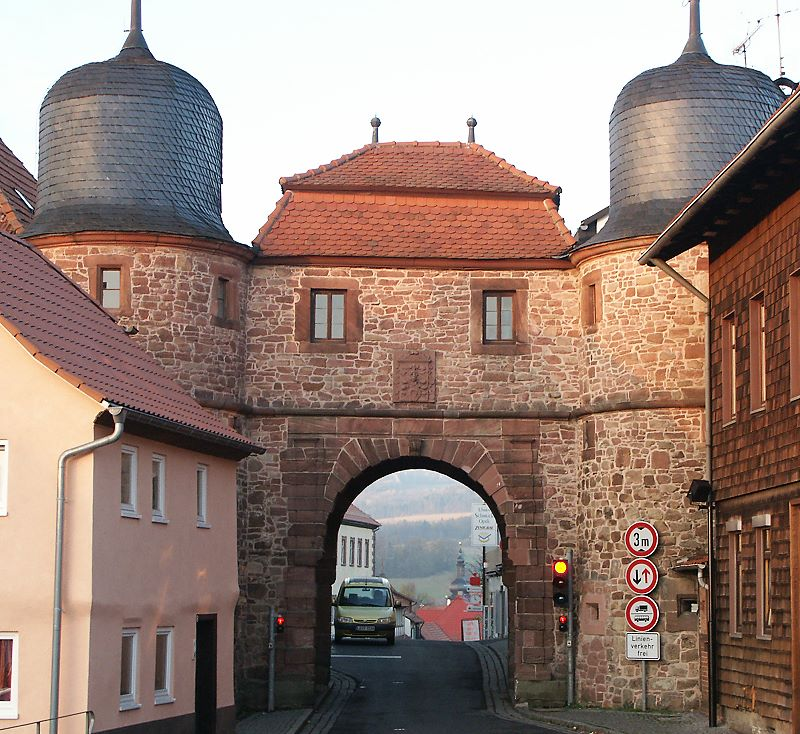
Stadttor in Tann, durch das die B 278 führt

Die B 278 beginnt an der B 84, die sie in Richtung Eisenach fortsetzt, kurz hinter Buttlar und führt durch das breite Tal der Ulster in die Rhön, vorbei an Geisa nach Tann, wo die B 278 durch ein historisches Stadttor führt. Zwischen diesen beiden Städten verläuft die ehemalige innerdeutsche Grenze, heute die Landesgrenze zwischen Thüringen und Hessen. Im hessischen Abschnitt zweigen die B 458 nach Fulda (in Batten) und die B 284 nach Gersfeld (südlich von Wüstensachsen) ab. Sehenswert ist die ehemalige Eisenbahnbrücke der Bahnstrecke Götzenhof–Wüstensachsen, die bei Thaiden über die Straße führt. Wüstensachsen hat als einziger Ort an der B 278 eine teilweise Ortsumgehung erhalten. Hier verlässt die Straße das Tal der Ulster und führt hinauf auf den Kamm der Rhön mit dem Ottilienstein als höchstem Punkt (835 m ü. NN) durch den Bereich des Roten Moors, hinter dem die bayerische Landesgrenze erreicht wird. Von dort führt sie hinab ins Tal der Brend und endet an der Umgehungsstraße von Bischofsheim in der Rhön an der B 279.